# Campeonato de Francia de Rugby 15 2000-01
El Campeonato de Francia de Rugby 15 2000-01 fue la 102.ª edición del Campeonato francés de rugby.
El campeón del torneo fue el equipo de Toulouse quienes obtuvieron su décimo sexto campeonato.

## Desarrollo

### Grupo 1
|    | Team             | Pld | W  | D | L  | PF  | PA  | PD   | Pts |
| -- | ---------------- | --- | -- | - | -- | --- | --- | ---- | --- |
| 1  | Castres          | 18  | 14 | 0 | 4  | 558 | 324 | 234  | 46  |
| 2  | Stade Français   | 18  | 12 | 2 | 4  | 624 | 409 | 215  | 44  |
| 3  | Perpignan        | 18  | 11 | 0 | 7  | 492 | 452 | 40   | 40  |
| 4  | Agen             | 18  | 10 | 1 | 7  | 480 | 385 | 95   | 39  |
| 5  | Béziers          | 18  | 10 | 0 | 8  | 515 | 414 | 101  | 38  |
| 6  | Bourgoin         | 18  | 9  | 1 | 8  | 443 | 379 | 64   | 37  |
| 7  | Bourdeaux-Begles | 18  | 8  | 0 | 10 | 402 | 533 | −131 | 34  |
| 8  | Pau              | 18  | 8  | 0 | 10 | 427 | 404 | 23   | 34  |
| 9  | Mont-de-Marsan   | 18  | 5  | 0 | 13 | 337 | 481 | −144 | 28  |
| 10 | Périgueux        | 18  | 1  | 0 | 17 | 279 | 776 | −497 | 20  |

### Grupo 2
|    | Equipo      | J  | G  | E | P  | PF  | PC  | PD   | Pts |
| -- | ----------- | -- | -- | - | -- | --- | --- | ---- | --- |
| 1  | Montferrand | 20 | 15 | 1 | 4  | 633 | 404 | 229  | 51  |
| 2  | Toulouse    | 20 | 15 | 0 | 5  | 661 | 380 | 281  | 50  |
| 3  | Biarritz    | 20 | 13 | 1 | 6  | 594 | 408 | 186  | 47  |
| 4  | Colomiers   | 20 | 10 | 0 | 10 | 474 | 450 | 24   | 40  |
| 5  | Narbonne    | 20 | 10 | 0 | 10 | 579 | 519 | 60   | 40  |
| 6  | Dax         | 20 | 10 | 0 | 10 | 419 | 506 | −87  | 40  |
| 7  | La Rochelle | 20 | 9  | 0 | 11 | 434 | 537 | −103 | 38  |
| 8  | Grenoble    | 20 | 9  | 0 | 11 | 428 | 479 | −51  | 38  |
| 9  | Brive       | 20 | 8  | 0 | 12 | 439 | 563 | −124 | 36  |
| 10 | Aurillac    | 20 | 7  | 0 | 13 | 464 | 577 | −113 | 34  |
| 11 | Auch        | 20 | 3  | 0 | 17 | 320 | 615 | −295 | 26  |

### Cuartos de final
| 25 de mayo de 2001 | Castres | 37 - 26 | Colomiers |  |  |

| 25 de mayo de 2001 | Toulouse | 20 - 15 | Perpignan |  |  |

| 25 de mayo de 2001 | Stade Français | 19 - 35 | Biarritz |  |  |

| 25 de mayo de 2001 | Montferrand | 33 - 21 | Agen |  |  |

### Semifinal
| 2 de junio de 2001 | Toulouse | 32 - 21 | Castres |  |  |

| 2 de junio de 2001 | Montferrand | 16 - 9 | Biarritz |  |  |

### Final
| 9 de junio de 2001 | Toulouse | 34 - 22 | Montferrand | Stade de France, París |  |

| Bandera de Francia  |
| Campeón Toulouse    |
| Décimo sexto título |